# چارلز کاراپتیان
چارلز کاراپتیان (ارمنی: Չարլզ Կարապետյան؛ ) یک نقاش ارمنی-آمریکایی بود.

## زندگی‌نامه
والدین چارلز کاراپتیان از مهاجران ارمنی بودند که در هنگام نسل‌کشی ارمنی‌ها به ایالات متحده فرار کرده بودند و چارلز در دیترویت، میشیگان متولد شد.. مادرش هنگامی که وی دو ساله بود درگذشت. پدرش قادر نبود که از سه فرزندش مراقبت نماید. چارلز تا سن ۹ سالگی در یتیم خانه سپری نمود. هنگامی که به همراه پدر و برادر و خواهرش به لس آنجلس، کالیفرنیا نقل مکان نمود .
بین سال‌های ۴۵–۱۹۴۲ کاراپیتان با درجه گروهبانی در نیروی هوایی ایالات متحده آمریکا خدمت نمود. او در ۱۱ فوریه ۲۰۱۶ در سن ۹۲ درگذشت.

## جوایز و افتخارات
وی همچنین برنده جوایزی همچون کمک‌هزینه گوگنهایم شده است.

## نگارخانه